# 上溝口信号場
上溝口信号場（かみみぞぐちしんごうじょう）は、鳥取県西伯郡伯耆町根雨原にある西日本旅客鉄道（JR西日本）伯備線の信号場である。

## 歴史
- 1975年（昭和50年）2月27日：開設[1]。
- 1987年（昭和62年）4月1日：国鉄分割民営化により、西日本旅客鉄道の信号場となる[1]。

## 構造

A:伯耆溝口　B:江尾

江尾駅より伯耆溝口駅方向へ約4.2kmのところにある、2線ある単線行き違い型の信号場。
1番線を上下本線、2番線を下り副本線とし、1番線のみ双方向に出発信号機を備えた一線スルー構造となっている。そのため、行き違いがない場合は両方向とも1番線を通過するが、行き違いを行う場合はそれぞれ左側通行となる。

## 周辺
米子自動車道、国道181号以外は目立った施設はなく、あたり一面耕作地が広がる。

## 交通手段
米子駅から日ノ丸バスの路線バスを利用するか、伯耆溝口駅からタクシーを利用する。バス停は
信号場の付近の陸橋を渡った位置にある。

## 隣の施設
西日本旅客鉄道（JR西日本）
 伯備線
江尾駅 - 上溝口信号場 - 伯耆溝口駅